# PDW-1500

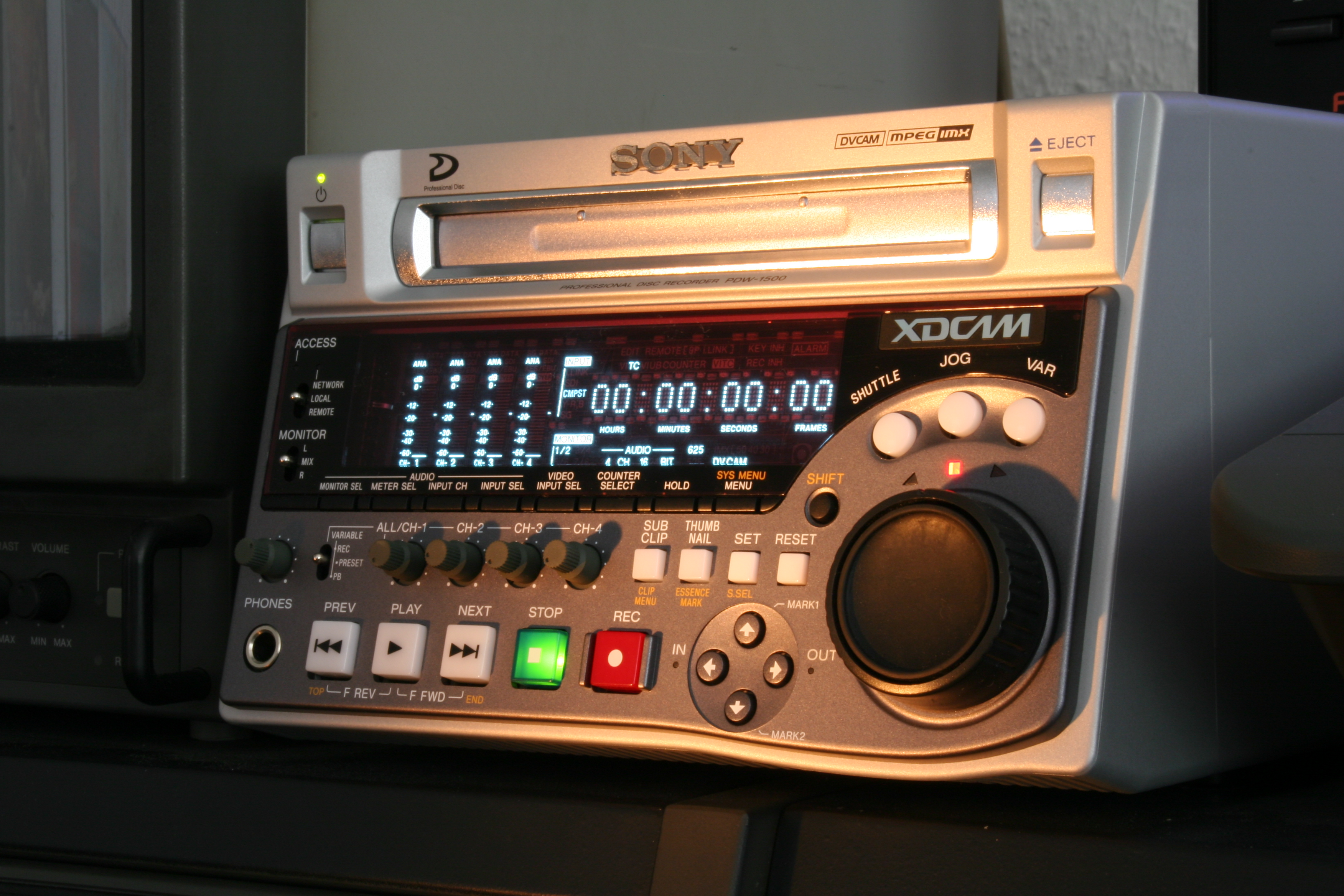
XDCAM PDW-1500 Maz der Firma ANC-NEWS

Bei der PDW-1500 handelt es sich um einen digitalen Rekorder für Bild- und Tonsignale der Firma Sony für den professionellen Bereich. Er findet häufig bei Produktionsfirmen und Sendeanstalten wie dem WDR oder N24 Anwendung. Er lässt sich am besten in nicht-lineare digitale Schnittsysteme wie z. B. Avid oder Final Cut Pro integrieren. An anderer Stelle findet man auch die Formatbezeichnung Professional Disc for Broadcast.
Anstatt wie früher üblich das Bildmaterial auf Band aufzuzeichnen (z. B. auf Betacam SP) nutzt der Rekorder einen DVD-ähnlichen Datenträger namens XDCAM Professional Disk. Laut Hersteller Sony können diese Disks bis zu 1000 Male wieder beschrieben werden, was zu einer Kostenersparnis gegenüber der auf dem alten Band basierenden Generation führt. Auf eine PD (Abkürzung für Professional Disk) passen, je nach gewählter Qualität, 45 bis 85 Minuten. Das gesamte Aufzeichnungssystem basiert auf der Blu-ray-Technologie (einem Nachfolger der DVD), die von Sony forciert wird. In dem Gerät selbst finden sich zwei optische Köpfe, die dafür sorgen, dass Bildmaterial bis zu 50-mal schneller als in Echtzeit übertragen werden kann. Eine sog. Thumbnail-Funktion bietet einen Bilderindex über das gesamte Material, das sich auf einer Disk befindet.

## Formate
Folgende Formate werden von dem Rekorder unterstützt:
- DVCAM – Aufzeichnungsdauer max. 85 Minuten
- IMX 50 – Aufzeichnungsdauer max. 45 Minuten
- IMX 40 – Aufzeichnungsdauer max. 57 Minuten
- IMX 30 – Aufzeichnungsdauer max. 75 Minuten

Die Verwendung von IMX 50 bietet bei geringster Aufzeichnungsdauer die höchste Videoqualität.

## Anschlüsse
Neben SDI, einem digitalen Anschluss für Bild und Ton, Composite, XLR und Firewire (von Sony i.LINK genannt) bietet die PDW-1500 auch die Möglichkeit, über eine Ethernet-Schnittstelle (RJ-45) in z. B. Redaktionsnetzwerken verwendet und gesteuert zu werden.